# Georges Briffaut
Pour les articles homonymes, voir Briffaut.
Georges Briffaut, né le 30 décembre 1886 à Oisseau-le-Petit dans la Sarthe et mort le 24 décembre 1973 à Paris, est un éditeur et un militaire français.

## Biographie
Georges Briffaut est, avec son frère Robert (?-1929), le fondateur en 1908 à Paris, des éditions Briffaut, installée à Paris au 4 rue de Furstemberg. Entre autres, Louis Perceau y publia le premier ouvrage consacré à la contrepèterie, La Redoute des contrepèteries (1934).
Briffaut, de 1905 à 1908, fut d'abord sous-officier au grade de maréchal des logis dans la cavalerie, au 14e régiment de hussards à Alençon (Orne).
Mobilisé en août 1914, il est incorporé au 51e régiment d'infanterie de ligne comme agent de liaison à cheval avant en 1915, d'intégrer l’École d’aviation à Chartres. En moins de 5 mois, il devient lieutenant pilote. Il est affecté à la Compagnie de reconnaissances aériennes. Ses missions consistaient à aider aux réglages des artilleries et l'observation. 
Libéré en 1919, il reprend la co-direction de sa maison d'édition qui publie un grand nombre d'ouvrages à caractère érotique. Son frère Robert, après un procès retentissant, est condamné le 29 avril 1925, à deux ans de prison pour outrage aux bonnes mœurs,.
Il cède sa maison d'édition à son fils Claude en 1953.
Georges Briffaut meurt en décembre 1973 peu avant son 87e anniversaire. Il est inhumé au cimetière de Saint Arnoult en Yvelines.

## Décorations
- : Médaille Militaire : au titre de sous-officier en 1918
- : Croix de guerre 1914-1918 : Remise en 1918 pour avoir réussi à ramener son avion derrière les lignes françaises alors qu’il était tombé en panne au-dessus des lignes ennemies.